# European Tour 1973 (The Rolling Stones)
European Tour 1973 bylo koncertní turné britské rockové skupiny The Rolling Stones, které sloužilo jako propagace alba Goats Head Soup. Bylo to poslední turné s kytaristou Mickem Taylorem, který ze skupiny v roce 1974 odešel. Turné bylo zahájeno koncertem ve Vídni v Rakousku a bylo zakončeno v Berlíně v Německu.

## Nahrávky
Z koncertů v Bruselu byly natočeny zvukové nahrávky pro koncertní album Brussels Affair (Live 1973).

## Setlist
Toto je nejčastější hraný seznam skladeb.
Autory všech skladeb jsou Jagger/Richards pokud není uvedeno jinak.
1. Brown Sugar
2. Gimme Shelter
3. Happy
4. Tumbling Dice
5. Star Star
6. Dancing With Mr. D
7. Angie
8. Doo Doo Doo Doo Doo (Heartbreaker)
9. You Can't Always Get What You Want
10. Midnight Rambler
11. Honky Tonk Women
12. All Down the Line
13. Rip This Joint
14. Jumpin' Jack Flash
15. Street Fighting Man

## Sestava
The Rolling Stones
- Mick Jagger - (zpěv, harmonika)
- Keith Richards - (kytara, zpěv)
- Mick Taylor - (kytara)
- Bill Wyman - (baskytara)
- Charlie Watts - (bicí)

Doprovodní členové
- Billy Preston - (piáno, varhany, clavinet, doprovodný zpěv)
- Steve Madaio - (trubka, křídlovka)
- Bobby Keys - (saxofon)
- Trevor Lawrence - (saxofon)
- Manuel Kellough - (perkuse)
- Marshall Chess - (trubka)

## Turné v datech
| Datum          | Město                 | Stát       | Místo                        |
| -------------- | --------------------- | ---------- | ---------------------------- |
| 1. září 1973   | Vídeň                 | Rakousko   | Stadthalle                   |
| 3. září 1973   | Mannheim              | Německo    | Eisstadion am Friedrichspark |
| 4. září 1973   | Kolín nad Rýnem       | Německo    | Sporthalle                   |
| 7. září 1973   | Londýn                | Anglie     | Empire Pool                  |
| 8. září 1973   | Londýn                | Anglie     | Empire Pool                  |
| 9. září 1973   | Londýn                | Anglie     | Empire Pool                  |
| 11. září 1973  | Manchester            | Anglie     | Kings Hall                   |
| 12. září 1973  | Manchester            | Anglie     | Kings Hall                   |
| 13. září 1973  | Newcastle upon Tyne   | Anglie     | Newcastle City Hall          |
| 16. září 1973  | Glasgow               | Skotsko    | Apollo Theatre               |
| 17. září 1973  | Glasgow               | Skotsko    | Apollo Theatre               |
| 19. září 1973  | Birmingham            | Anglie     | Odeon Theatre                |
| 23. září 1973  | Innsbruck             | Rakousko   | Olympiahalle                 |
| 25. září 1973  | Bern                  | Švýcarsko  | Festhalle                    |
| 26. září 1973  | Bern                  | Švýcarsko  | Festhalle                    |
| 28. září 1973  | Mnichov               | Německo    | Olympiahalle                 |
| 30. září 1973  | Frankfurt nad Mohanem | Německo    | Festhalle Frankfurt          |
| 2. října 1973  | Hamburk               | Německo    | Ernst-Merck-Halle            |
| 4. října 1973  | Aarhus                | Dánsko     | Vejlby-Risskov Hallen        |
| 6. října 1973  | Göteborg              | Švédsko    | Scandinavium                 |
| 7. října 1973  | Kodaň                 | Dánsko     | Brøndby Hallen               |
| 9. října 1973  | Essen                 | Německo    | Grugahalle                   |
| 10. října 1973 | Essen                 | Německo    | Grugahalle                   |
| 11. října 1973 | Essen                 | Německo    | Grugahalle                   |
| 13. října 1973 | Rotterdam             | Nizozemsko | Ahoy Rotterdam               |
| 14. října 1973 | Rotterdam             | Nizozemsko | Ahoy Rotterdam               |
| 15. října 1973 | Antwerp               | Belgie     | Sportpaleis                  |
| 17. října 1973 | Brusel                | Belgie     | Forest National              |
| 19. října 1973 | Berlín                | Německo    | Deutschlandhalle             |